# Makha Diop
Makha Diop   (Thiès, 1958 - Barcelona, 2020) va ser un artista i activista social senegalès instal·lat a Barcelona.
La seva figura és àmpliament coneguda entre els panafricanistes del món hispà i simbolitza per a ells la resistència social. Juntament amb Alfredo Sancho el Guaje, s'ha tornat una personalitat memorable en la història de la Barcelona popular als màrgens de l'oficial.

## Trajectòria
Llicenciat el 1980 en Belles Arts per l'Escola Nacional d'Arts de Dakar, va començar a exposar la seva obra per les següents ciutats africanes i europees: Lagos, Accra, Atlanta, París, Londres, Bonn, Roma i Estocolm. Fins i tot va pintar un fresc el 1985 a l’Institut Maurità d’Investigació Oceanogràfica i Pesquera, ubicat a Nouadhibou. L'any següent, el 1986, es va traslladar a Casablanca, on va impartir classes de dibuix i pintura fins al 1988.
El 1988 es va mudar a Barcelona i durant més de 30 anys va pintar quadres a les Rambles, en particular a la Rambla de Santa Mònica. Les seves especialitats artístiques eren la pintura amb sorra i amb tinta xinesa, que combinava amb altres formes culturals i socials vinculades a la vida quotidiana africana.
A banda, es va consolidar com un referent de la comunitat africana a Barcelona, atès que acollia i acompanyava els nouvinguts d'aquest origen. Dins d'aquest grup, rebia el sobrenom d'alcalde pel seu paper d’interlocutor amb l'administració local. Per a Walaâ Hechach, encarnava «la idea que els negres podien ser coses diferents a temporers, manters o ferrovellers».

## Vida personal
Era espòs de Rosa Juan Nebot, que avui regenta un comerç a prop de l'Espai Germanetes. Es tracta de Colibantan, un espai centrat en l'art africà.

## Homenatges
Després que morís, Conse Andechaga va homenatjar-lo amb un mural a la Rambla, concretament a la paret mitgera de la Casa de la Misericòrdia, en una iniciativa de l'associació sociocultural Fils. El maig del 2021, es van exposar quadres de Diop tant a la biblioteca del Campus Raval, situada a la Facultat de Filosofia de la Universitat de Barcelona. També es va organitzar un esdeveniment en memòria seva el 6 de maig del 2021 a l'Espai Avinyó.